# Czadyjska odmiana języka arabskiego
Czadyjska odmiana języka arabskiego (lokalnie znana jako arabski szuwa/shuwa/shua/suwa; arab. ‏لهجة تشادية‎, również baggara, arabski zachodniosudański) – jeden z regionalnych dialektów języka arabskiego.  Jest to język ojczysty dla blisko 1,7 mln osób, zarówno mieszkańców miast, jak i koczowniczych plemion pasterskich.
Większość użytkowników mieszka na południu Czadu. Jego zasięg obejmuje znaczny obszar Sahelu, który można by przedstawić jako owal o dłuższej osi liczącej ok. 1400 mil długości (od 12 do 20 stopnia długości wschodniej) i krótszej, liczącej ok. 300 mil, zawartej pomiędzy 10 i 14 stopniem szerokości geograficznej. Gros użytkowników mieszka w Czadzie i Sudanie, jednak znaczna ich liczba mieszka także w okolicach jeziora Czad (Kamerun, Nigeria, Niger), a także w Republice Środkowoafrykańskiej i Sudanie Południowym. Ponadto język ten służy jako lingua franca w regionie. Jednocześnie na sporej części swojego zasięgu występowania, czadyjski arabski jest jednym z wielu lokalnych języków, często mniejszościowym.

## Nazwa i pochodzenie
Język ten nie posiada nazwy własnej używanej przez wszystkich jego użytkowników, którzy najczęściej uznają go zwyczajnie za „arabski”. Powstał wśród nomadycznych plemion pasterzy bydła (baggāra, w standardowym arabskim baqqāra – pastrerze, od bakr). Odkąd w 1920 roku ukazała się drukiem gramatyka dialektu nigeryjskiego, w piśmiennictwie rozpowszechniło się określenie „arabski Szuwa”, jednakże sam termin był rozpowszechniony jedynie wśród niearabskich ludów zamieszkujących stan Borno. Około 2000 roku jeden z badaczy języka, Jonathan Owens, zaproponował dla niego nazwę arabski zachodniosudański. W sensie geograficznym nazwa „sudański” odwołuje się nie do współczesnego kraju o tej nazwie, a do całego regionu Sahelu, zwanego po arabsku od średniowiecza bilad Al-Sudan, dosł. „ziemią murzynów”. W podobnym znaczeniu termin Sudan występował także w piśmiennictwie angielskim w okresie brytyjskiego kolonializmu.
Geneza czadyjskiej odmiany arabszczyzny nie jest do końca wyjaśniona. W 1994 roku Braukämper postawił hipotezę, zgodnie z którą język ten powstał po 1635, gdy na terenie Czadu nastąpiło zmieszanie się ludności arabskojęzycznej z koczowniczym ludem Fulani.
W epoce kolonialnej wśród wojsk lokalnych w Sudanie Anglo-Egipskim powstała forma arabskiego pidżynu (Bimbashi Arabic), używana jako lingua franca. W regionie Czadu z czasem przybrała ona formę języka określanego mianem języka turku. Do współczesności w Czadzie zachowały się języki pidżynowe oparte na arabskim, jednak nie są one dokładniej opisane i niemożliwe jest stwierdzenie, czy wywodzą się one z turku.

## Zasięg występowania
Większość użytkowników języka zamieszkuje południe Czadu, pomiędzy 10 a 14 stopniem szerokości geograficznej północnej. W Czadzie region ten obejmuje m.in. stolicę kraju, Ndżamenę, a także inne duże miasta, w tym Abéché, Am Timan i Mao. W sumie jest on pierwszym językiem dla 12 procent Czadyjczyków. Jako lingua franca, lokalna odmiana arabskiego ma dużo większy zasięg i, wedle niektórych szacunków, może się nim posługiwać od 40 do nawet 60 procent populacji.
W Sudanie tą odmianą arabskiego posługują się głównie mieszkańcy południowo-zachodnich regionów kraju, jest on rozpowszechniony w południowym Kordofanie i południowym Darfurze, jednak nie w dużych miastach Al-Ubajjid i El-Faszir. Język jest używany także na niewielkim skrawku terytorium Republiki Środkowoafrykańskiej (północna część prefektury Vakaga), fragmencie Sudanu Południowego (przy granicy z Sudanem), i w rejonie jeziora Czad: w przyległych do niego częściach Nigerii (stan Borno), Kamerunu (Region Dalekiej Północy) i w departamencie Diffa Nigru. W tym ostatnim państwie liczbę użytkowników języka ocenia się na 150 tys. osób.
W Nigerii posługuje się nim ok. 10 procent ludności Maiduguri, stolicy stanu Borno , i co najmniej 100 tys. mieszkańców terenów wiejskich w reszcie stanu.

## Wczesne próby kodyfikacji
W 1913 roku francuski urzędnik kolonialny Henri Carbou opublikował gramatykę lokalnego dialektu używanego na Wyżynie Wadaj, regionie położonym we wschodniej części Czadu, przy jego granicy z Sudanem . W 1920 roku brytyjski urzędnik administracji kolonialnej Nigerii, Gordon James Lethem, opublikował gramatykę dialektu używanego w regionie Borno, zauważył także, że dokładnie tym samym językiem posługują się mieszkańcy regionu Kanem (w zachodnim Czadzie) i Wadaj na wschodzie.

## Gramatyka
Fonetyka języka charakteryzuje się zanikiem spółgłosek faryngalnych ħ i ʕ, oraz bezdźwięcznych i dźwięcznych spółgłosek szczelinowo-międzyzębowych ð, θ i ðˤ. Pozbawiony jest także dyftongów .
Jednocześnie dialekt ten posiada spółgłoski emfatyczne /lˤ/, /rˤ/ oraz /mˤ/. Przykładowo ogólnoarabskie słowo /ɡallab/ oznacza „on galopował”, podczas gdy czadyjskie /ɡalˤlˤab/ oznacza „wściekł się”; /karra/ „rozdarł”, //karˤrˤa/ „wlókł”; /amm/ „wuj”, /amˤmˤ/ „matka” . Ponadto w nigeryjskiej odmianie języka po spółgłoskach zwartych krtaniowych (ʔ, h, x, q) dodawana jest samogłoska /a/ .
Inną charakterystyczną cechą czadyjskiej odmiany języka jest zanik przedrostka form honoryfikatywnych, i tak standardowe dla arabskiego tafaʕʕal(a) staje się alfaʕʕal, a taʔallam(a) staje się alʔallam. Inna jest także forma pierwszej osoby liczby pojedynczej czasowników, w której także zanikło inicjalne t, i tak pierwsza osoba liczby pojedynczej czasownika katab to katáb, z akcentem oksytonicznym (na ostatnią sylabę), podczas gdy trzecia osoba liczby pojedynczej to kátab, z akcentem paroksytonicznym .